# Tachyphyle maiester
Tachyphyle maiester là một loài bướm đêm trong họ Geometridae.